# Thyreodon fenestratus
Thyreodon fenestratus är en stekelart som först beskrevs av Taschenberg 1875.  Thyreodon fenestratus ingår i släktet Thyreodon och familjen brokparasitsteklar. Inga underarter finns listade i Catalogue of Life.